# Israel Gelfand
Pour les articles homonymes, voir Gelfand.
Israel Moiseevich Gelfand (en russe : Израиль Моисеевич Гельфанд), né le 2 septembre 1913 à Krasni Okny (de), en Ukraine, alors dans l'Empire russe et mort le 5 octobre 2009 à New Brunswick dans le New Jersey, est un mathématicien polyvalent qui a notamment travaillé en analyse fonctionnelle, qu'il interprète au sens large comme les « mathématiques de la mécanique quantique ». Il a écrit de nombreux articles avec des mathématiciens moscovites.

## Biographie
Israel est cloué dans un lit d’hôpital pour une appendicite à l’âge de 15 ans. Il en profite pour maîtriser un traité de calcul infinitésimal en moins de deux semaines.
En 1930, à 17 ans, il vit à Moscou ; il cherche du travail avant même d'avoir terminé ses études au lycée. Il réussit à s’immiscer dans les séminaires de mathématiques de l’université et est admis deux ans plus tard en école doctorale, où il sera élève d’Andreï Kolmogorov.
Préoccupé par l’enseignement des mathématiques, il est à l’origine d’une série de cours par correspondance destinés à des adolescents doués ne pouvant pas bénéficier, pour différentes raisons, d’un enseignement de qualité.
Le décès de l’un de ses fils des suites d’une leucémie le conduit à s’intéresser de près à la biologie à partir de 1958.
Il émigre aux États-Unis à la fin des années 1980 et continue d’enseigner à l'université Harvard, au Massachusetts Institute of Technology et enfin à l’université Rutgers où il accepte un poste de professeur visiteur distingué en 1990.
Il continue de rester actif et prolifique bien qu’à un âge avancé, ce qu’il attribuait au régime strictement végétarien que lui et sa femme suivaient. En effet, convaincus de l'immoralité de tuer et manger des animaux, Israel Gelfand et sa femme Tatiana cessent de consommer de la viande en 1994, puis tous produits animaux en 2000. Ils s'opposent également à la vivisection scientifique, et Israel a notamment pris avec succès la défense d'un étudiant russe qui refusait, dans le cadre de son cursus, de participer à de telles expériences.
En mathématiques, il s’est vu attribuer les prix Wolf en 1978 et Leroy P. Steele en 2005 ainsi que le prix de Kyōto en 1989.

## Contributions
Israel Gelfand a été l’auteur d’environ 800 articles et 30 livres, dont un célèbre traité sur les distributions en plusieurs volumes.
Une revue complète de ses contributions en mathématiques serait difficile mais bien des théorèmes portent son nom, que ce soit en théorie de la représentation des groupes, en théorie des algèbres des opérateurs et autres branches des mathématiques à la racine des équations de la physique quantique :
- la représentation de Gelfand (en) en théorie des algèbres de Banach ;
- la représentation de Gelfand-Graïev (en) en théorie des groupes finis ;
- le théorème de Gelfand-Mazur ;
- le théorème de Gelfand-Naimark (en) ;
- la construction de Gelfand-Naimark-Segal (en) ;
- le théorème de Gelfand-Raikov (en) ;
- le système intégrable de Gelfand-Zeitlin (en) ;
- la théorie des représentations des groupes de Lie complexes classiques ;
- des contributions à la théorie des distributions et des mesures dans les espaces de dimension infinie, notamment l'espace de Gelfand-Shilov (en) ;
- la première observation du rapport entre les formes automorphes et les représentations (avec Sergei Fomine) ;
- des conjectures sur le théorème de l'indice ;
- la théorie de Gelfand-Levitan pour les équations différentielles ordinaires ;
- les équations de Gelfand-Dikii dans le calcul des variations et la théorie des solitons ;
- la cohomologie de Gelfand-Fuks (en) des feuilletages ;
- la dimension de Gelfand-Kirillov (en) ;
- la définition combinatoire des classes de Pontryagin ;
- les foncteurs de Coxeter (en) ;
- les séries hypergéométriques généralisées ;
- le triplet de Gelfand.